# Encymon schwarzbaueri
Encymon schwarzbaueri is een keversoort uit de familie zwamkevers (Endomychidae). De wetenschappelijke naam van de soort werd in 1936 gepubliceerd door Mader.